# Robert Jungbluth
Robert Jungbluth (* 5. Jänner 1928 in Wien; † 3. Jänner 2009 ebenda) war ein österreichischer Theatermanager.

## Leben
Jungbluth absolvierte eine Lehrerausbildung und war bereits in dieser Zeit als Statist und Kleindarsteller am Burgtheater tätig. Beim Stadtschulrat für Wien wurde ihm 1948 die Leitung des Schulgemeindereferates der Wiener Berufsschulen übertragen. Ab 1955 betreute er Veranstaltungen der damals vom Kulturamt der Stadt Wien unter Stadtrat Hans Mandl (SPÖ) veranstalteten Wiener Festwochen; 1960 machte ihn Egon Hilbert als Intendant zu seinem persönlichen Referenten. Als Hilberts Intendanz zu Ende ging, wurde Jungbluth gemeinsam mit dem Schauspieler und Regisseur Rolf Kutschera als künstlerischem Leiter 1965 auf Entscheidung von Finanzstadtrat Felix Slavik (SPÖ) Geschäftsführer des stadteigenen Theaters an der Wien, 1969 Direktor der stadteigenen Wiener Stadthalle.
Von 1971 bis 1988 leitete er, von Unterrichtsminister Leopold Gratz (SPÖ) berufen und von dessen Nachfolgern bestätigt, den nach seinen Ideen neu gegründeten, dem Ministerium unterstehenden Österreichischen Bundestheaterverband als Generalsekretär, eine Dachorganisation der vier Bundestheater Wiener Staatsoper, Wiener Volksoper, Burgtheater und Akademietheater. Jungbluth gestaltete die Bundestheater organisatorisch und betriebswirtschaftlich neu, indem er die in der Staatsverwaltung übliche Kameralistik durch in Privatbetrieben übliche Budgetplanungs- und -realisierungssysteme ersetzte.
Er holte unter anderem Herbert von Karajan, der 1964 nach einem Konflikt mit der Bundestheaterverwaltung im Groll abgegangen war, 1977 an die Staatsoper zurück, gab den Neubau der Ballettschule des Bundestheaterverbandes im „Hanuschhof“ genannten Gebäude neben der Staatsoper in Auftrag und reformierte die Dekorations- und Kostümwerkstätten. Der Drei-Schichten-Betrieb für das technische Personal ging auf seine Initiative zurück. Der Kartenvertrieb wurde auf EDV umgestellt. 
Jungbluth war auch der Begründer der Gastspieltätigkeit der österreichischen Bundestheater in Japan: 1979 hat er die Volksoper noch vor der Wiener Staatsoper zum ersten Gastspiel nach Japan geführt. Das war damals eine Weltsensation. Die Volksoper war das erste Opernhaus nach der Mailänder Scala, das in Japan gastierte. Dank Prof. Robert Jungbluth wurde erstmals in Japan Operette gespielt, schrieb Direktor Robert Meyer 2009 in seinem Nachruf auf der Website der Wiener Volksoper.
Im Dezember 1988 zurückgetreten, wurde er gemeinsam mit dem Schauspieler und Regisseur Otto Schenk Geschäftsführer des Theaters in der Josefstadt, ab 1997 mit Helmuth Lohner. 1999 trat er in den Ruhestand.

## Sonstiges
Hindernisse waren in Jungbluths Lebensplan nicht vorgesehen. Waren welche auszumachen, wurden sie aus dem Weg geräumt; wenn es sein musste, mit Brachialgewalt. In der Regel aber mittels fein geknüpfter politischer Vernetzung und unwiderstehlicher Eloquenz, schrieb Wilhelm Sinkovicz über das Alpha-Tier in der „Presse“ vom 5. Jänner 2009.
Robert Jungbluth war ab 1964 Mitglied der Freimaurerloge Fraternitas und 1965 Gründungsmitglied der Loge Zur Brüderlichen Harmonie; 1981 schied er aus dem Bund aus.

## Ehrungen
Jungbluth erhielt 1981 das „Große Silberne Ehrenzeichen der Republik Österreich“ und 1998 das „Große Goldene Ehrenzeichen der Republik Österreich“. Von der Stadt Wien wurde er 1986 mit dem „Großen Goldenen Ehrenzeichen der Stadt Wien“ und 1998 mit dem Ehrenring der Stadt Wien ausgezeichnet. Er war Ehrenmitglied der Staatsoper, der Volksoper und des auch das Akademietheater bespielenden Burgtheaters.